# Soetkin Elbers
Soetkin Elbers (* 1986 in Brüssel) ist eine belgische Sopranistin.

## Leben
Soetkin Elbers studierte Gesang am Koninklijk Conservatorium Brussel bei der österreichischen Mezzo-Sopranistin Dina Grossberger und am Konservatorium Wien beim deutschen Countertenor Kai Wessel.
Unter anderem spielte Elbers die Dorinda in Orlando von Händel, Amour/Céphise in Pigmalion von Rameau mit dem L’Orfeo Barockorchester unter Michi Gaigg, Tebaldo in Verdis Don Carlo, sowie La Feu/La Princesse/Le Rossigno in L'Enfant et Le Sortilèges von Ravel. Zudem sang sie auch zeitgenössische Opern von jungen Komponisten wie Eloain Lovis Hübner und Wen Liu.
Von 2014 bis 2018 moderierte Soetkin Elbers monatlich die Sendung Brüssel Zentral auf ByteFM, in der sie Musik aus Belgien vorstellte.
2015 begann Elbers mit der deutschen Band Alphawezen zu kollaborieren. Aus dieser Zusammenarbeit entstand die Single My Funny Valentine, welche im Februar 2016 veröffentlicht wurde. 2016 veröffentlichte Elbers zudem ein Album La Muse et la Mise mit dem belgischen Barockensemble RedHerring.